# 茹尔克
茹尔克，是匈牙利索博尔奇-索特马尔-贝拉格州所辖的一个村。总面积15.39平方公里，总人口723，人口密度47.0人/平方公里（2011年1月1日）。